# Ecuador en los Juegos Suramericanos
Ecuador ha sido una de las naciones que ha participado en los Juegos Suramericanos de manera ininterrumpida desde la primera edición que se realizó en Bolivia en 1978. Ecuador siempre se ha ubicado en las posiciones intermedias del medalleron de los Juegos.
El país está representado ante los Juegos Suramericanos por el Comité Olímpico Ecuatoriano y fue sede de la sexta edición del evento deportivo en 1998.

## Delegación
Para los IX Juegos Suramericanos Medellín 2010, Ecuador contó con un total de 280 deportistas acreditados. Solo ha sido superado por Argentina, Brasil, Chile, Colombia y Venezuela en los juegos. De esta manera Ecuador superó los 200 deportistas que representaron al país en Buenos Aires 2006.

## Medallero histórico
Fuente: Organización Deportiva Suramericana
Leyenda
     Ganador
     Segundo puesto
     Tercer puesto
     Cuarto o quinto puesto (Top 5)
     Último puesto
| Año   | País                 | Sede         | Posición | Oro | Plata | Bronce | Total |
| ----- | -------------------- | ------------ | -------- | --- | ----- | ------ | ----- |
| 1978  | Bandera de Bolivia   | La Paz       | 4/8      | 13  | 8     | 6      | 27    |
| 1982  | Bandera de Argentina | Rosario      | 6/10     | 11  | 14    | 12     | 37    |
| 1986  | Bandera de Chile     | Santiago     | 4/10     | 16  | 17    | 25     | 58    |
| 1990  | Bandera de Perú      | Lima         | 6/10     | 21  | 23    | 18     | 62    |
| 1994  |                      | Valencia     | 11/14    | 2   | 17    | 19     | 38    |
| 1998  | Bandera de Ecuador   | Cuenca       | 5/14     | 33  | 46    | 70     | 149   |
| 2002  | Bandera de Brasil    | Brasil       | 5/14     | 23  | 32    | 37     | 92    |
| 2006  | Bandera de Argentina | Buenos Aires | 6/15     | 14  | 27    | 40     | 81    |
| 2010  | Bandera de Colombia  | Medellín     | 7/15     | 16  | 21    | 59     | 96    |
| 2014  | Bandera de Chile     | Santiago     | 6/14     | 14  | 22    | 37     | 73    |
| 2018  | Bandera de Bolivia   | Cochabamba   | 6/14     | 25  | 17    | 52     | 94    |
| 2022  | Bandera de Paraguay  | Asunción     | 6/15     | 25  | 21    | 32     | 78    |
| Total | Total                |              | 6/15     | 213 | 265   | 407    | 885   |

## Desempeño
Ecuador ocupó su mejor posición en la primera y tercera edición cuando obtuvo el cuarto lugar. En los juegos de Cuenca 1998, cuando Ecuador fue sede, obtuvo el mayor número de medallas en la historia de los juegos con un total de 149 preseas. En el mismo año, obtuvo el mayor número de medallas de oro ganadas en unos juegos con un total de 33 unidades doradas. 
Su peor desempeño fue en los juegos de Valencia 1994 cuando quedó en undécimo lugar con 38 medallas en total, de las cuales dos fueron medallas de oro.

### IXJuegos Suramericanos de 2010
Los deportistas por país más destacados que conquistaron más de una medalla en las competiciones deportivas realizadas en Medellín, Colombia de la novena edición de los juegos fueron:
| Clasificación del País | Clasificación del Total | Deportista                         | País    | Disciplina    |   |   |   | Total |
| 1                      | 94                      | Iván Alejandro Enderica Ochoa      | Ecuador | Natación      | 2 | 0 | 0 | 2     |
| 2                      | 249                     | Carmen Anita Chala Quilumba        | Ecuador | Judo          | 1 | 0 | 2 | 3     |
| 3                      | 371                     | Jorge David Bolanos Villacorte     | Ecuador | Patinaje      | 0 | 1 | 3 | 4     |
| 4                      | 377                     | Elizabeth Maria Bravo Iniguez      | Ecuador | Triatlón      | 0 | 1 | 2 | 3     |
| 5                      | 386                     | Vanessa Fernanda Chala Minda       | Ecuador | Judo          | 0 | 1 | 1 | 2     |
| 5                      | 386                     | Karina Gabriela Navarrete Duenas   | Ecuador | Triatlón      | 0 | 1 | 1 | 2     |
| 5                      | 386                     | Diana Maria Vizcarra Montes        | Ecuador | Triatlón      | 0 | 1 | 1 | 2     |
| 8                      | 470                     | Diana Veronica Chala Zamora        | Ecuador | Judo          | 0 | 0 | 2 | 2     |
| 8                      | 470                     | Ernesto Davila                     | Ecuador | Squash        | 0 | 0 | 2 | 2     |
| 8                      | 470                     | Elid Mayerli Helwigg Burgos        | Ecuador | Gimnasia      | 0 | 0 | 2 | 2     |
| 8                      | 470                     | Ibith Monica Herida Farez          | Ecuador | Judo          | 0 | 0 | 2 | 2     |
| 8                      | 470                     | Alberto Mino                       | Ecuador | Tenis de mesa | 0 | 0 | 2 | 2     |
| 8                      | 470                     | Diana Johanna Villavicencio Rivera | Ecuador | Judo          | 0 | 0 | 2 | 2     |